# 国際汽船
国際汽船株式会社（こくさいきせん）は、1919年（大正8年）から1943年（昭和18年）まで日本に存在した海運会社である。
日本政府が設立に関与した国策会社ではあったが、設立の経緯や度重なる経営難、世情の影響などから、初期は神戸川崎財閥や鈴木商店などの影響が強く、銀行による支配の時代を経て、後年は大阪商船の支配下に入るという、国策会社の割には民間会社の力が強かった時期があった。太平洋戦争中の戦時統合で、大阪商船に合併されて姿を消した。その船隊は、初期は第一大福丸型貨物船を主体とし、後期にはディーゼル優秀船を取り揃えたが、戦争によりほぼ姿を消し、記録や写真にのみ、その残像をとどめている。
本稿では、第二次世界大戦後の一時期に国際汽船の名義を使って海運代理業を営んだ、飯野海運の子会社である国際海運株式会社についても記述する。

## 沿革

### 設立の背景
日本の海運業界は明治末期および大正初期までに、おおむね二つの勢力が形成されていた。一つは日本郵船や大阪商船、東洋汽船など、政府などから命令航路を受命して運航し、またいくつかの定期航路を抱える規模の大きな会社で、「社船」と呼ばれていた。もう一つは、大雑把に言えば「それ以外」の、独立自営の下に発達してきた主に不定期航路を主体にした海運会社で、「社外船」と言われるものがこれである。二つの勢力の差は歴然としており、また社外船は乱立気味で、日本近海の海運市況を押し下げる要因になっていた。そこで、社外船が一大合同して大規模な会社を設立し、海外に打って出て社船と肩を並べようとする動きが明治中ごろからあり、1906年（明治39年）ごろに最高潮に達したが、経済不況などによりいったんは挫折した。
社外船合同運動が再燃したのは、1914年（大正3年）の第一次世界大戦勃発後である。内田信也、山下亀三郎、勝田銀次郎のいわゆる「三大船成金」などが台頭し、直接戦場にならなかった日本の海運業界は好況に沸いた。その最中に合同話が再燃したのである。焚きつけたのは三大船成金と、川崎造船所社長松方幸次郎、鈴木商店支配人金子直吉、東洋汽船を設立し社長を務める浅野総一郎らが中心で、三井、三菱、辰馬汽船（酒造業辰馬家経営）などといった社外船船主を取り込み、さらには内田嘉吉逓信次官を通じて、日本と同じように直接戦場にならなかったアメリカの船主をも巻き込む合同話に膨れ上がった。
1920年（大正9年）3月の時点で「資本金2億円。日本、アメリカ双方が1億円を出資」、「主な営業航路は日本と南米、北米とロシア、日本と欧州」などといった具体案も出たが、アメリカが関わっていることに対して反対する声があって、日米合同の社外船会社の話は日本国内のみの話に縮小し、さらに船価設定について「500円に設定して、償却は国の助成によってなされるべき」という声と、「300円でも高い。200円程度が妥当」という声が対立して、結局は双方の声を折衷したような350円で決まったが、この決定に、高値で船を購入した社外船船主が反発して合同運動と訣別し、運動自体がまたもや風前の灯火になるかに見えた。
話は変わって、第一次世界大戦が半ば過ぎた1917年（大正6年）8月、アメリカは鋼材不足の折から日本への鋼材輸出を禁止せざるを得なかった。鉄鋼業が十分に発達していない日本は、船舶用鋼材をアメリカに頼っていたこともあって打撃を受けた。そこで、前記の松方、金子および浅野の3名が代表となってアメリカ政府と大使経由で交渉を重ねた結果、1918年（大正7年）3月に日米船鉄交換契約が成立し、日本側がアメリカの欲する数の船舶を提供し、見返りにアメリカ側が相応の鋼材や船舶付属品を提供するというこの契約で造船業界は息を吹き返したが、大量建造半ばにして大戦は終わり、せっかく建造した船舶の大半は余る結果となった。川崎造船所も、建造した第一大福丸型貨物船をはじめとするストックボートのうちの何隻かはアメリカ船主などに売却できたが、依然として多数抱えていた。その対策としてまず、造船所内に船舶部を設けて貨物船の運用にあたらせ、次いで川崎汽船を設立して川崎造船所船舶部とは別個に海運業を開始させた。そして、なおも余るストックボートの運用先として、上述の気息奄奄としていた合同運動に目をつけた。元来、川崎造船所は合同運動の旗振り役の一つではあったが、船価問題で静観していた。川崎造船所が合同運動に正式に加わり、ストックボートの提供を表明した時点で、「社外船主が合同する海運会社」の話は一転、「余った大量建造船の運用先となる海運会社」の話に変貌したのである。

### 国際汽船の設立と苦難
1919年（大正8年）7月1日、国際汽船が設立され、神戸市海岸通にある川崎汽船本社内に事務所が設けられて8月1日から営業を開始した。初代の代表取締役社長には、川崎汽船社長で川崎正蔵の養嗣子である川崎芳太郎が就任し、取締役会長には金子が就任した。社名の「国際」は「大いに海外に雄飛しようとする企図」で命名され、社旗はロイド100A1の資格を意味する「A1」を染め抜いたものだった。設立に際し、船舶出資分に関しては、債務に悩み株式交付に不安を覚える一部の出資船主に配慮して、船価350円を現物出資と現金払いで折半する形がとられ、現金払いのうちの125円は日本興業銀行、第一銀行、十五銀行および浪華銀行が発行する社債手取金、50円は大蔵省預金部からの融資資金でそれぞれまかない、大蔵省からの融資額は2500万円に達した。あくまで一角とはいえ政府からの出資をあおいだという事情から、一応は国策会社として見られていた。その他の株主に関しては、川崎汽船の記録では以下のとおりである。
| 引受株主（代表する会社） | 船舶トン数 | 引受株数  |
| ------------------------ | ---------- | --------- |
| 橋本喜造（橋本汽船）     | 25,400     | 101,600   |
| 渡邊嘉一（石川島造船所） | 5,000      | 20,000    |
| 松方幸次郎（川崎造船所） | 275,100    | 1,027,640 |
| 川崎芳太郎（川崎汽船）   |            | 72,760    |
| 金子直吉（鈴木商店）     | 84,400     | 337,600   |
| 中山説太郎（日本汽船）   | 17,300     | 69,200    |
| 内田信也（横浜鉄工所）   | 17,800     | 71,200    |
| 山下亀三郎（浦賀船渠）   | 22,500     | 90,000    |
| 浅野総一郎（浅野造船所） | 52,500     | 210,000   |
|                          | 約500,000  | 2,000,000 |

川崎造船所および川崎汽船からの約27万総トンもの船舶をはじめ、多くの社外船主からの提供を受けた国際汽船は、創立から1年経った1920年（大正9年）には60隻・32万4000総トンもの船隊を揃え、日本郵船の103隻・49万4000総トン、大阪商船の133隻・40万総トンに続く日本第3位の船主に浮上した。しかし、第一次世界大戦終結後の不況が、国際汽船の経営に致命的な打撃をもたらした。もともと予想営業収入を高めに設定しており、一切の債権を償還しても余裕があると予想していたが、実際には用船料の暴落と船価の乱高下により8000万円を越える負債を抱え込んでしまった。早くも日本郵船、大阪商船および東洋汽船との合同話が浮上し、債権の整理も政府からの助成もままならず、おまけに出方次第で日本周辺の船舶市場に影響を与えるであろう日本第3位の大船腹を抱え込んで、国際汽船は二進も三進もいかなくなるかに見えた。同年、初代社長の川崎芳太郎は病気のため引退し、松方が川崎造船所社長のまま国際汽船と川崎汽船の社長も兼任することとなった。松方は3社合計で103隻・79万総トンの巨大船腹の生かし方について思うところがあった。このころ、ヨーロッパ方面での船腹需要が急増し、この様子を見た松方は手中にあった大船腹をヨーロッパに回すことを決断する。
1921年（大正10年）5月、松方は鈴木商店を総代理店とする「Kライン」をロンドンにおいて発足させる。「Kライン」は大西洋を舞台にヨーロッパ、南北アメリカ、オーストラリアおよび極東の間に、日本を介さないいわゆる「三国間航路」を開設し、定期航路と不定期航路双方のメリットを生かす臨機応変な配船を行った。後年には日本への航路も開設したが、これは所属船の修理回航を兼ねてのものだった。しかし、「Kライン」がいくら欧米で実績をあげても国際汽船の経営そのものにはあまり反映されず、事態は苦しくなるばかりであった。1923年（大正12年）に資本金を1億円から8千万円に減資し、1925年（大正14年）には金利も軽減されて経営改善の兆しが見えるようになったが、その間に勢力を伸ばしてきた債権団の指導によって、国際汽船の国策会社としての一面は大幅に後退した。

### 川崎からの離脱
国際汽船の立場が決定的に変わるきっかけとなったのが、1927年（昭和2年）の昭和金融恐慌である。1923年（大正12年）の関東大震災に際して発行された震災手形の処理をめぐって台湾銀行が一時休業し、台湾銀行に依存して事業を展開していた鈴木商店も同年4月4日限りで休業した。恐慌は神戸川崎財閥のメインバンクでもあった十五銀行をも襲って、財閥の主力企業であった川崎造船所は事実上破綻。松方の働きで一時は政府融資を受ける寸前まで話が進んだが、国際汽船の債務問題などが持ち出されて頓挫し、松方は引退を余儀なくされた。ここにいたって国際汽船と川崎造船所との間柄を整理することとなり、双方の債務に関する一切の整理方針が決まった同年8月23日をもって国際汽船は「Kライン」から離脱、赤地に「K」のファンネルマークも捨て去り、12月には国際汽船株が日本興業銀行、第一銀行および十五銀行に譲渡されて、国際汽船は名実とともに川崎の影響から脱することとなった。この間、国際汽船と川崎汽船との間で航路運営に関する覚書が交わされ、両社は以降、基本的にはライバル関係となったが、共同配船などでは提携を行った。もっとも、国際汽船の「Kライン」離脱は、むしろ川崎汽船の航路経営に大きく影響を与えた。船隊や会社人員は大きく減少し、鈴木商店や親会社・川崎造船所の破綻などの関係で経営していた遠洋航路の大半から撤収せざるをえなかった。船舶改善助成施設に関しても川崎造船所が経営再建中だった関係で借り入れが難しかったため、優秀船の導入では立ち遅れた形となった。
銀行団の支配の下、国際汽船は日本郵船副社長の黒川新次郎を社長に迎え入れ、本格的な経営再建に乗り出した。1929年（昭和4年）には、貸付金の償還期限を30年後に延期し、大幅な減資を行う整理案が決まり、資本金は8000万円から一気に2000万円に減少、その差額や積立金を不良資産の処分や繰越損金の帳消しに活用した。また、従来の第一大福丸型貨物船を主体とする船隊を、新鋭のディーゼル船からなる船隊に置き換える方針が採用された。のちの第二次世界大戦で特設艦船や陸軍輸送船として行動した国際汽船のディーゼル船は、このときから整備されたものである。航路の開設も積極的に行い、ヨーロッパ、ニューヨークなどへの定期航路のほか、多くの不定期航路も開設。整備した新鋭ディーゼル船を日本郵船に貸し出すまでになった。

### 大阪商船の支配下に
国際汽船が経営再建に取り組んでいる最中の1931年（昭和6年）、日本郵船と大阪商船、近海郵船の3社は「郵商協調」と呼ばれる10年期限の協約を締結。競合する航路の整理や施設利用、業務関連での相互利用などが取り決められたが、その中のニューヨーク航路に関しては、大阪商船が8隻、日本郵船が6隻投入する比率が決められた。当時、大阪商船は画期的な性能を誇った畿内丸型貨物船4隻をニューヨーク航路に投入して所要時間を大幅に縮め、大きな反響をもたらしていた。畿内丸型貨物船の成功を見た他の日本の船会社、特に社外船主はこぞって優秀船をニューヨーク航路に投入していった。国際汽船もそのうちの一つであり、投入比率が6隻と決められていたものの浅間丸型貨客船などの建造に巨額を投じた影響で大きく出遅れていた日本郵船も、N型貨物船を投入して巻き返しを図った。
ところで、大阪商船がいくら日本郵船と協定を結んで優位に立って協調路線をとっていたとはいえ、国際汽船などとは協定がなかったため競合する航路がいくつか存在した。そこで大阪商船は、経営の合理化を名目として国際汽船を支配下に置く決心を固めた。大阪商船は日本興業銀行、第一銀行および十五銀行に対して、三銀行が所有の国際汽船株22万株と債権を譲渡するよう交渉を重ね、1936年（昭和11年）12月に覚書を交わして翌1937年（昭和12年）2月に正式決定された。なお、株式譲渡に際して大阪商船は、国際汽船が当時建造中の貨物船3隻を肩代わりして引き受けたほかは、航路運営などは基本的に従前どおりとした。国際汽船の経営も、このころにはようやく長いトンネルから抜け出しつつあった。1939年（昭和14年）9月の第二次世界大戦勃発で遠洋航路全体が縮小の方向に向かう中、翌1940年（昭和15年）、国際汽船はこれまで積み重なった債権などを繰り上げ償還し、また会社設立以来初となる配当を行うことができた。しかし、国際汽船はようやく迎えることのできた春を長く楽しむことはできなかった。
1941年（昭和16年）12月の太平洋戦争勃発を経て、日本の海運業界は1942年（昭和17年）4月設立の船舶運営会に運営航路を譲渡し、以降は単に運航実務者および船舶所有者という立場になった。国際汽船も昭和17年4月の時点では運航実務者に指定されていたが、1943年（昭和18年）に運航実務者が5つの班に再編された時には、国際汽船は大阪商船を筆頭とする第2班に属した。また、南方占領地域における現地航路の経営にも参画することとなった。しかし、戦況が日増しに悪化する中でさらなる業界再編成が行われることとなり、昭和18年7月発表の「船舶運航体制緊急整備要領」に基づいた海運会社の統合が打ち出された。大阪商船はこれに応えて、国際汽船および、資本的に密接な関係のあった北日本汽船と摂津商船、また1937年（昭和12年）以降完全支配していた原田汽船の4社を吸収合併することとなった。時節柄、株主総会を省略して公告で合併を告知し、11月16日付で合併。こうして国際汽船は、24年の波乱の歴史に幕を閉じた。この時点で大阪商船は、国際汽船株40万株の64パーセントにあたる25万6000株を保有し、10対8の比率で株式割当を行った。合併後、国際汽船の組織は新たに創設された合同総局のもとで「国際部」と名を改めたが、1945年（昭和20年）2月の社内組織の改編に伴って消滅した。

### 国際海運株式会社
1948年（昭和23年）、横浜市港北区南綱島に国際海運株式会社が設立され、機帆船による石炭輸送を行う。国際海運社長の溝口泰三（泰造）と国際汽船の間柄は不明であるが、国際海運の中に国際汽船出身者がいることを示唆する証言もある。1950年（昭和25年）末になって、国際汽船の名義を活用して海外定期航路の運営に乗り出す。国際海運は自前の船を持たず、「国際ライン」の名の下に飯野海運、三菱海運、東邦海運および日産汽船の4社が所有船を航路に提供する共同配船の形を取り、GHQの許可の下、インドやパキスタン、ニューヨークに定期航路を開設して不定期航路も運営した。しかし、国際海運の存在や運営方式に関しては疑念を示す声があり、1954年（昭和29年）2月19日の参議院運輸委員会でも取り上げられている。ところが、この中でやり取りを行った参議院議員一松政二と運輸省船舶局長甘利昂一の両人が、国際海運と国際汽船を混同している部分があり、この名前が似通った上にマークも国際汽船と同じものを使っていた国際海運は、政治や監督省庁レベルから見ても社名や運営方式の点で一種悩ましい存在だったと言える。このような声もあったものの、会社としてあまり体力がついていなかった太平洋戦争後の中堅海運会社から見れば「適切な事業体制」だった国際ラインではあったが、同年6月3日に東邦海運が日本郵船と提携の上、不定期船専業に転換して国際ラインから離脱し、同じ年の10月21日限りで日産汽船も国際ラインから離脱。やがて飯野海運および三菱海運が独力で航路を運営できる目処が立ったのを機に国際ラインを解消した。その後の国際海運は、1957年（昭和32年）に飯野海運が株式の98パーセントを保有して事実上支配し、1965年（昭和40年）に国光海運と合併して国洋海運と社名を改めて川崎汽船の傍系会社となり、1967年（昭和42年）に五洋汽船と合併。神戸日本汽船と改称ののち、2000年（平成12年）に太洋海運と合併して太洋日本汽船となった。

## 所有していた船
基本データその他の出典は#松井pp.123-125 、#川重社史年表諸表、#戦時遭難史、#特設原簿、#野間および#長澤による。「備考・所属・改名」のうち、○のある船は大阪商船への合併時に継承された船を示す。

### 川崎造船所・川崎汽船からの提供船（設立時）
| 船名         | トン数    | 竣工日         | 終末                                               | 備考・所属・改名                                                                                    |
| 興福丸       | 5,859トン | 1918年8月27日  | 1942年6月1日戦没（空襲）                           | →山下汽船（1938年）                                                                                 |
| 盛福丸       | 5,857トン | 1918年12月15日 | 1921年9月26日沈没                                  | |
| 東福丸       | 5,857トン | 1919年1月17日  | 1943年12月24日戦没（米潜「ガーナード」）           | →日本合同工船（1933年）→大光商船（1938年）                                                          |
| 隆福丸       | 5,857トン | 1919年1月19日  | 1942年12月30日戦没（米潜「グリーンリング」）       | →荻布海商（1932年）→日産汽船「日照丸」（1940年）                                                    |
| 智福丸       | 5,857トン | 1919年1月30日  | 1943年1月16日戦没（米潜「グロウラー」）            | →会陽汽船（1933年）                                                                                 |
| 寿福丸       | 5,858トン | 1919年2月17日  | 1943年11月29日戦没（米潜「パーゴ」）               | →扶桑海運（1929年）→満州海陸運送（1934年） →岡田組「萬寿丸」（1938年）→岡田商船「萬寿丸」（1942年） |
| 桑港丸       | 5,863トン | 1919年3月14日  | 1944年2月17日戦没（トラック島空襲）                | →山下汽船（1937年）                                                                                 |
| 永福丸       | 5,861トン | 1918年8月9日   | 1942年8月31日戦没（米潜「グロウラー」）            | →興運汽船（1929年）→東大汽船（1933年） →山下汽船（1940年）                                          |
| 来福丸       | 5,857トン | 1918年11月6日  | 1925年4月21日沈没                                  | |
| 慶福丸       | 5,857トン | 1919年1月11日  | 1943年1月5日戦没（空襲）                           | →大光商船（1933年）                                                                                 |
| 徳福丸       | 5,859トン | 1919年2月13日  | 1924年3月25日沈没                                  | |
| 坡土欄丸     | 5,866トン | 1919年3月13日  | 1935年3月20日沈没                                  | →玉井商船（1933年）                                                                                 |
| 華盛頓丸     | 5,864トン | 1919年3月5日   | 1944年10月24日戦没（米潜「スヌーク」。マタ30船団） | →原商事「第一眞盛丸」（1933年）                                                                     |
| 晩香坡丸     | 5,864トン | 1919年3月27日  | 1943年12月24日戦没（米潜「ガードフィッシュ」）     | →満州海陸運送「満泰丸」（1934年） →山下汽船「満泰丸」（1936年）                                     |
| ぐらすごう丸 | 5,864トン | 1919年5月8日   | 1943年8月22日戦没（雷撃）                          | ○                                                                                                   |
| 新嘉坡丸     | 5,859トン | 1919年5月17日  | 1944年9月9日戦没（米潜「シール」）                 | →神戸桟橋（1932年）→神戸桟橋「昭南丸」（1942年）                                                    |
| 伯剌西爾丸   | 5,860トン | 1919年6月20日  | 1945年5月12日戦没（触雷）                          | →小野商事（1933年）→太洋興業（1943年）                                                              |
| 亜爾然丁丸   | 5,860トン | 1919年7月4日   | 1920年消息不明                                     | |
| ねいぷる丸   | 5,860トン | 1918年7月17日  | 1943年11月20日戦没（空襲）                         | ○                                                                                                   |
| 紐育丸       | 5,864トン | 1919年4月16日  | 1921年11月沈没                                     | |
| りばぷうる丸 | 5,864トン | 1919年4月18日  | 1943年7月4日戦没（米潜「スヌーク」）               | |
| 智利丸       | 5,860トン | 1919年6月10日  | 1945年5月12日戦没（空襲）                          | →興運汽船（1933年）→太平洋漁業（1935年） →山下汽船（1936年）                                        |
| 亜丁丸       | 5,860トン | 1919年7月8日   | 1944年5月6日戦没（米潜「ガーナード」。竹一船団）   | →山下汽船（1937年）→小野商事（1938年） →太洋興業（1943年）                                          |
| 坡土西丸     | 5,860トン | 1919年8月1日   | 1943年11月2日戦没（米潜「シーホース」）            | →栃木商事「うめ丸」（1933年）                                                                       |
| からち丸     | 5,860トン | 1919年5月17日  | 1943年6月26日戦没（米潜「ジャック」）              | →山本汽船（1933年）→山本汽船「彰山丸」（1941年）                                                    |
| 仏蘭西丸     | 5,863トン | 1919年11月1日  | 1945年1月12日戦没                                  | →栃木商事（1938年）                                                                                 |
| 英蘭丸       | 5,864トン | 1919年11月18日 | 1943年5月17日戦没（米潜「グレイバック」）          | →山下汽船（1937年）                                                                                 |
| 上海丸       | 4,105トン | 1919年5月28日  | 1943年4月9日戦没（米潜「グレイバック」）           | →山下汽船（1937年）                                                                                 |
| 漢口丸       | 4,105トン | 1919年6月7日   | 1943年9月2日戦没（空襲）                           | →山下汽船（1938年）                                                                                 |
| しどにい丸   | 4,105トン | 1919年7月22日  | 1943年4月12日戦没（空襲）                          | |
| かろりん丸   | 4,105トン | 1919年8月20日  | 1923年10月8日沈没                                  | |
| たすまにあ丸 | 4,105トン | 1919年10月20日 | 1944年12月11日戦没（空襲。多号作戦）               | →岡田組（1938年）→岡田商船（1942年）                                                                |

### 浦賀船渠からの提供船（設立時）
| 船名       | トン数    | 竣工日        | 終末                                           | 備考・所属・改名                                                                         |
| すゑず丸   | 4,645トン | 1919年8月17日 | 1943年11月29日戦没（米潜「ボーンフィッシュ」） | →栗林商船（1932年）                                                                      |
| 玉津丸     | 4,646トン | 1919年5月20日 | 1943年9月16日沈没                              | →嶋谷汽船（1932年）                                                                      |
| 比叡山丸   | 4,614トン | 1919年2月25日 | 1944年9月22日戦没（米潜「ラッシャー」）        | →栗林商船「神祐丸」（1933年）                                                            |
| エヂプト丸 | 6,709トン | 1920年3月2日  | 1944年1月1日戦没（米潜「パファー」）           | →上野汽船「隆洋丸」（1929年）→上野商船「隆洋丸」（1941年） →山下汽船「隆洋丸」（1943年） |

### 浅野造船所からの提供船（設立時）
| 船名       | トン数    | 竣工日         | 終末                                          | 所属・改名                                                                     |
| 武洋丸     | 5,409トン | 1919年3月19日  | 1943年1月26日戦没（米潜「ワフー」）           | →玉井商船（1932年）                                                            |
| 加州丸     | 5,460トン | 1919年10月11日 | 1943年10月8日戦没（米潜「ガードフィッシュ」） | →福洋汽船（1927年）                                                            |
| 櫨山丸     | 5,447トン | 1919年5月30日  | 1943年1月7日戦没（空襲）                      | →樺太汽船（1929年）→樺太汽船「樺太丸」（1931年） →日産汽船「日龍丸」（1937年） |
| 弥生丸     | 5,460トン | 1919年4月1日   | 1944年2月3日戦没（空襲）                      | →樺太汽船（1929年）→日産汽船「日愛丸」（1937年）                               |
| まるた丸   | 5,438トン | 1919年10月30日 | 1944年2月10日戦没（米潜「ポーギー」）         | →石原産業海運（1934年）                                                        |
| ぼすとん丸 | 5,438トン | 1919年10月11日 | 1942年11月16日戦没（米潜「シール」）          | →石原産業海運（1934年）                                                        |
| 江りい丸   | 5,467トン | 1920年4月26日  | 1944年1月11日戦没（米潜「スタージョン」）     | →石原産業海運（1934年）→南洋海運（1935年）                                     |
| くらいど丸 | 5,467トン | 1920年5月18日  | 1945年1月29日戦没（米潜「ピクーダ」）         | →石原産業海運（1934年）→南洋海運（1935年）                                     |
| はあぶる丸 | 5,467トン | 1920年5月29日  | 1944年10月30日戦没（空襲）                    | →石原産業海運（1934年）                                                        |
| みらん丸   | 5,467トン | 1920年7月3日   | 1943年9月6日戦没（空襲）                      | →石原産業海運（1934年）                                                        |

### 帝国汽船造船部（播磨造船所）からの提供船（設立時）
| 船名       | トン数    | 竣工日        | 終末                                     | 備考・所属・改名                                           |
| 與禰丸     | 6,780トン | 1919年2月28日 | 1944年6月24日戦没（米潜「タング」）      | →中外商船「玉鉾丸」（1929年）→会陽汽船「玉鉾丸」（1935年） |
| 夕顔丸     | 2,937トン | 1919年5月30日 | 1944年4月19日沈没                        | →朝鮮郵船「江原丸」（1932年）                              |
| 八重丸     | 6,780トン | 1919年6月30日 | 1942年4月1日戦没（英潜「トルーアント」） |                                                            |
| 百合丸     | 6,787トン | 1919年8月31日 | 1943年11月28日戦没（米潜「レイトン」）   | ○                                                          |
| テキサス丸 | 6,786トン | 1920年1月31日 | 1932年1月2日沈没                         | →中外商船「玉穂丸」（1929年）                              |

### 石川島造船所からの提供船（設立時）
| 船名       | トン数    | 竣工日 | 終末                                | 備考・所属・改名                                             |
| 泰山丸     | 3,192トン | 1918年 | 1944年5月20日戦没（空襲）           | →大家善太郎「神寿丸」（1929年）→大光商船「神寿丸」（1943年） |
| 呉山丸     | 3,200トン | 1919年 | 1944年3月30日戦没（パラオ大空襲）   | →栗林商船（1932年）                                          |
| 夕映丸     | 3,200トン | 1919年 | 1944年2月17日戦没（トラック島空襲） | →栗林商船（1932年）                                          |
| どうばあ丸 | 3,149トン | 1920年 | 1943年10月26日戦没（空襲）          | →栗林商船（1933年）                                          |

### 大阪鉄工所からの提供船（設立時）
| 船名         | トン数    | 竣工日     | 終末                                    | 備考・所属・改名                                           |
| 大武丸       | 6,100トン | 1918年5月  | 1943年1月6日戦没（空襲）                | →北洋汽船「琴平丸」（1929年）→内外汽船「琴平丸」（1933年） |
| 大鵬丸       | 6,097トン | 1918年12月 | 1944年5月22日戦没（米潜「レイ」）       | →白洋汽船「天平丸」（1929年）                              |
| 江とな丸     | 7,144トン | 1920年5月  | 1943年8月30日戦没（米潜「ハリバット」） | →下村汽船「大文丸」（1929年）→太洋海運「大文丸」（1943年） |
| 第二貴船山丸 | 3,204トン | 1918年     | 1942年以降                              | →朝鮮郵船「咸鏡丸」（1932年）                              |

### 備後船渠からの提供船（設立時）
| 船名   | トン数    | 竣工日   | 終末 | 備考・所属・改名 |
| 江崎丸 | 4,372トン | 1918年？ | 不詳 | 不詳             |

### 川崎造船所・川崎汽船からの提供船（大正末期・昭和初期）
| 船名             | トン数    | 竣工日         | 終末                                               | 備考・所属・改名 |
| けいぷたうん丸   | 5,863トン | 1919年9月13日  | 1942年10月7日沈没                                  | 川崎汽船→1922年10月11日取得→栃木商事（1935年）→ 栃木商事「みどり丸」（1936年）                                                                        |
| 喜福丸           | 5,857トン | 1918年11月6日  | 1944年2月22日戦没（米潜「バラオ」）                | 川崎造船所→1928年4月取得→荻布海商（1932年）→ 日産汽船「日紀丸」（1940年）                                                                             |
| 豊福丸           | 5,857トン | 1918年11月22日 | 1944年9月21日戦没（空襲）                          | 川崎造船所→1928年4月取得。○ |
| 富士丸           | 6,571トン | 1921年4月6日   | 1943年10月27日戦没（米潜「フライングフィッシュ」） | 川崎造船所→1928年4月取得 →日本郵船「玖摩丸」（1928年5月）→山下汽船「玖摩丸」（1933年） →満州海陸運送「南満丸」（1934年）→山下汽船「南満丸」（1936年） |
| ばるちもあ丸     | 6,571トン | 1921年5月11日  | 1935年1月21日沈没                                  | 川崎造船所→1928年4月取得 →日本郵船「加古丸」（1928年5月）→山下汽船「加古丸」（1933年） →満州海陸運送「北満丸」（1934年）                              |
| 白耳義丸         | 5,873トン | 1920年5月8日   | 1944年10月19日戦没（空襲）                         | 川崎造船所→1928年4月取得。○ |
| おはいを丸       | 5,873トン | 1920年5月25日  | 1942年8月5日戦没（米潜「トートグ」）               | 川崎造船所→1928年4月取得→白洋汽船（1932年） |
| ぱしふぃっく丸   | 5,873トン | 1920年11月28日 | 1944年10月31日戦没                                 | 川崎造船所→1931年取得→玉井商船（1932年） |
| あとらんちっく丸 | 5,873トン | 1920年12月20日 | 1944年3月30日戦没（米潜「ピクーダ」）              | 川崎造船所→1930年取得。○ |
| びくとりあ丸     | 5,876トン | 1921年2月8日   | 1944年6月20日戦没（米潜「ヘイク」）                | 川崎造船所→石原合名（1930年）→1932年取得 →荻布海商（1936年）→日産汽船「日美丸」（1940年）                                                             |

### ディーゼル船
| 船名   | トン数    | 竣工日         | 終末                                                              | 備考・所属・改名                                             |
| 鞍馬丸 | 6,788トン | 1931年2月10日  | 1942年2月9日沈没                                                  |                                                              |
| 霧島丸 | 8,120トン | 1931年7月7日   | 1943年9月25日戦没（米潜「ボーフィン」）                           | 特設運送船（雑用→給油）。○                                   |
| 葛城丸 | 8,033トン | 1931年10月2日  | 1942年10月1日戦没（米潜「スタージョン」）                         | 特設航空機運搬艦                                             |
| 小牧丸 | 8,524トン | 1933年11月27日 | 1942年4月18日戦没（空襲）                                         | 特設航空機運搬艦                                             |
| 鹿野丸 | 8,572トン | 1934年8月10日  | 1942年7月31日戦没（空襲）                                         | 特設運送船                                                   |
| 清澄丸 | 8,613トン | 1934年10月5日  | 1944年2月17日戦没（トラック島空襲）                               | 特設巡洋艦。○                                                |
| 金剛丸 | 8,624トン | 1935年3月4日   | 1942年3月10日戦没（ラエ・サラモアへの空襲）                       | 特設巡洋艦                                                   |
| 衣笠丸 | 8,407トン | 1936年2月28日  | 1944年10月7日戦没（米潜「ホークビル」および「バヤ」）             | 特設水上機母艦。○                                            |
| 香椎丸 | 8,407トン | 1936年4月18日  | 1944年11月10日戦没（空襲。多号作戦）                              | 陸軍輸送船。○                                                |
| 香久丸 | 8,417トン | 1936年6月30日  | 1944年11月4日戦没（米潜「レイ」、「ブリーム」および「ギターロ」） | 特設水上機母艦。○                                            |
| 金華丸 | 9,305トン | 1938年2月28日  | 1944年11月14日戦没（空襲）                                        | 陸軍輸送船。○                                                |
| 金龍丸 | 9,309トン | 1938年8月31日  | 1942年8月25日戦没（第二次ソロモン海戦）                           | 特設巡洋艦                                                   |
| 興業丸 | 6,353トン | 1939年2月2日   | 1944年9月24日戦没（空襲）                                         | 特設運送船（給兵→雑用） →岡田組（1939年）→岡田商船（1942年） |

### 戦時標準船
| 船名   | トン数    | 竣工日         | 終末                                      | 備考・所属・改名         |
| 国光丸 | 5,486トン | 1943年         | 1943年8月31日戦没（米潜「シーウルフ」）   |                          |
| 国陽丸 | 4,667トン | 1943年         | 1944年3月12日戦没（米潜「サンドランス」） | ○                        |
| 国華丸 | 5,397トン | 1943年12月15日 | 1944年9月5日戦没（触雷）                  | 大阪商船所属船として建造 |
| 国星丸 | 5,396トン | 1944年1月20日  | 1944年10月2日（米潜「ハンマーヘッド」）   | 大阪商船所属船として建造 |

なお大阪商船継承船のうち、「ぐらすごう丸」と「霧島丸」は合併前に沈没しているが戦禍未公表のため、名目上の移籍となっている。